# Dáctilo (métrica)

El dáctilo es como un dedo, porque tiene una sílaba larga seguida de dos sílabas breves.

Un dáctilo (del latín dactylus, y este del griego δάκτυλος, dáktylos, «dedo»), en la métrica grecolatina, es un pie compuesto por una sílaba larga seguida de dos breves. Es la base del verso llamado hexámetro dactílico, empleado en la epopeya y en la poesía religiosa (por ejemplo en los oráculos). Posiblemente su origen es prehelénico. 
El nombre procede de la analogía entre las tres falanges del dedo y las tres sílabas del pie. 
En la literatura española, también se denomina dáctilo al pie rítmico acentual que, a diferencia del clásico original, no se basa en la cantidad, sino en el tono: consta de una sílaba tónica seguida de dos átonas. Se ha utilizado en distintos tipos de versos, como decasílabos, hexadecasílabos, heptadecasílabos y bidecasílabos.